# Stammbach
Stammbach è un comune tedesco di 2 516 abitanti, situato nel land della Baviera.